# Ulisse d'Arco Ferrari
Ulisse d'Arco Ferrari (Pisa, 8 marzo 1786 – Firenze, 21 aprile 1869) è stato un militare italiano, luogotenente generale del Granducato di Toscana, comandante del primo contingente durante la Prima guerra d'indipendenza italiana.

## Biografia
Figlio di un militare, la sua famiglia proveniva originariamente da Mantova. Trasferitosi in Toscana al seguito del padre, nel 1801 entrò col grado di cadetto nell'esercito toscano.
A seguito dell'annessione della Toscana all'Impero napoleonico, divenne ufficiale della Grande Armata, combattendo nel 1808 in Spagna. Promosso capitano partecipò alla Campagna di Russia. A seguito della sconfitta fu coinvolto nella ritirata e venne inviato a difendere la città di Danzica. Catturato, venne fatto prigioniero e liberato nel 1814 e successivamente congedato come suddito straniero nel 1815. Per l'impegno profuso venne insignito della Legion d'Onore da Luigi XVIII, e successivamente da Napoleone III con la medaglia di Sant'Elena.
Rientrato in Toscana prese servizio nell'esercito del Granducato e, aggregato all'Esercito Imperiale, partecipò agli scontri avversi a Gioacchino Murat.
Nel 1848 Leopoldo II lo nominò comandante in capo del primo contingente dell'esercito toscano inviato a combattere durante la Prima guerra d'indipendenza.